# 克林季亞塔
49°9′0″N 23°15′8″E / 49.15000°N 23.25222°E
克林季亞塔（烏克蘭語：Кринтята），是烏克蘭西部的村莊，隸屬利維夫州的桑比爾區。該村處於里布尼克祖布里齊亞河畔，始建於1589年，面積1.2平方公里，2001年人口127。